# Pandalus borealis
Pandalus borealis is een garnalensoort uit de familie van de Pandalidae. De wetenschappelijke naam van de soort is voor het eerst geldig gepubliceerd in 1838 door Henrik Nikolai Krøyer. De soort heet ook wel noordse, Noorse of roze garnaal.
P. borealis is een belangrijke voedselbron voor mensen en wordt sinds het begin van de twintigste eeuw op grote schaal bevist in Noorwegen, en later in andere landen. De soort wordt ondanks de grote vangsten van deze garnalenvisserij niet als overbevist beschouwd omdat de soort in grote hoeveelheden voorkomt.

## Biologie
Pandalus borealis leeft meestal op een zachte modderige bodem op een diepte van 20 tot 1330 meter, in wateren met een temperatuur van 0 tot 8 °C/ P. borealis gedijt in wateren waar het zoutgehalte tussen 32 en 35 ppt ligt, afhankelijk van waar de garnalen zich in hun levenscyclus bevinden. De verspreiding van de Noord-Atlantische ondersoort P. b. borealis komt voor van New England in de Verenigde Staten, de oostkust van Canada (voor de kust van Newfoundland en Labrador en het oosten van Baffineiland in Nunavut), Zuid- en Oost-Groenland, IJsland, Spitsbergen, Noorwegen en de Noordzee tot aan het Kanaal.
De  ondersoort P. b. eous komt voor bij Japan en Korea, in de Zee van Ochotsk, de Beringstraat en in andere delen van de noordelijke Stille Oceaan tot aan Californië. Soms wordt deze ondersoort erkend als een aparte soort, P. eous.
De levensduur van de soort is maximaal acht jaar. De mannetjes kunnen een lengte bereiken van 12 cm, terwijl vrouwtjes 16,5 cm lang kunnen worden. De grootte van de garnalen kan variëren als gevolg van leeftijd, watertemperatuur en geslacht. Water met een hogere temperatuur zou leiden tot een snellere groei.
De garnalen zijn hermafrodiet. Ze worden als man geboren, maar na ongeveer twee en een half jaar veranderen hun mannelijke geslachtsorganen in eierstokken en voltooien ze hun leven als vrouwtje. Het paaiseizoen van deze garnalen begint in de late zomer. In de vroege herfst beginnen de eitjes te rijpen, waarna ze in de winter uitkomen.